# Gamma Piscis Austrini
Gamma Piscis Austrini (γ PsA / 22 Piscis Austrini / HD 216336) es una estrella de magnitud aparente +4,46 en la constelación de Piscis Austrinus.
A pesar de su denominación de Bayer «Gamma», es sólo la sexta estrella más brillante en la constelación.
Se encuentra a 216 años luz del sistema solar.
Aunque clasificada como estrella gigante, se piensa que Gamma Piscis Austrini es en realidad una estrella blanca de la secuencia principal de tipo espectral A0V, no muy distinta de la conocida Vega (α Lyrae).
Su radio 2,7 veces más grande que el radio solar y su masa de 2,9 masas solares así lo sugieren.
Tiene una temperatura superficial estimada de 10.600 K y brilla con una luminosidad 81 veces mayor que la del Sol.
Gira sobre sí misma con una velocidad de rotación de al menos 55 km/s, completando una vuelta en menos de 2,4 días.
Su relativamente lenta rotación es responsable de los elevados contenidos en su atmósfera de ciertos elementos pesados como cromo, europio y estroncio.
Visualmente a 4 segundos de arco de Gamma Piscis Austrini se puede observar una estrella de magnitud +8,1; probablemente forme un sistema binario con Gamma Piscis Austrini, ya que ambas estrellas se mueven juntas a través del espacio.
De acuerdo a su magnitud absoluta, la posible compañera puede ser una enana de tipo F8/9 cuya luminosidad sería casi el doble de la solar.
La separación real entre las dos estrellas es de al menos 260 UA y el análisis de su movimiento sugiere un largo período orbital de 3000 años aproximadamente.